# Аль-Марри, Фахад
Фахад Джабер Аль-Марри (араб. فهد المري‎; род. 1986, Катар) —  катарский  профессиональный футбольный арбитр.

## Биография
Родился в 1986 году в Катаре.
Арбитр ФИФА с 2012 года. Судит матчи чемпионата Катара по футболу. Привлекался на матчи швейцарской Челлендж-лиги.  На международном уровне обслуживает матчи национальных сборных и Лиги чемпионов АФК. Входит в расширенный список судей, рекомендованных для работы на играх 21-го чемпионата мира в России.
В июне 2017 года невольно оказался участником международного скандала, связанного с разрывом некоторых стран дипломатических отношений с Катаром, обвинённым в поддержке террористических организаций.  Футбольная ассоциация Объединенных Арабских Эмиратов  направила письмо в генеральный штаб ФИФА  с просьбой заменить бригаду арбитров в составе Аль-Марри и его помощников Юсефа Аш-Шамари, Джуму Аль-Бурашеда и Сауда Аль-Азаба, которые были назначены на матч между сборными ОАЭ и Таиланда 13 июня.